# Абазівка (Берестинський район)
Абазі́вка —  село в Україні, у Берестинському районі Харківської області. Населення становить 358 осіб. Входить до складу Зачепилівської селищної територіальної громади.

## Географія
Село Абазівка розташоване на лівому березі річки Берестова, вище за течією примикає село Вільховий Ріг, нижче за течією за 2 км — село Миколаївка, на протилежному березі — село Леб'яже і залізнична станція Платформа 92 км. Русло річки звивисте і сильно заболочене, до села прилягають невеликі лісові масиви (сосна).

### Клімат
| Клімат Абазівки           | Клімат Абазівки | Клімат Абазівки | Клімат Абазівки | Клімат Абазівки | Клімат Абазівки | Клімат Абазівки | Клімат Абазівки | Клімат Абазівки | Клімат Абазівки | Клімат Абазівки | Клімат Абазівки | Клімат Абазівки | Клімат Абазівки |
| Показник                  | Січ.            | Лют.            | Бер.            | Квіт.           | Трав.           | Черв.           | Лип.            | Серп.           | Вер.            | Жовт.           | Лист.           | Груд.           | Рік             |
| Середній максимум, °C     | −2,6            | −1,8            | 3,3             | 13,6            | 21,1            | 24,8            | 26,6            | 26,0            | 20,2            | 12,5            | 4,6             | 0,0             | 12              |
| Середня температура, °C   | −5,7            | −4,9            | −0,1            | 8,9             | 15,8            | 19,5            | 21,3            | 20,5            | 15,0            | 8,2             | 1,8             | −2,6            | 8               |
| Середній мінімум, °C      | −8,7            | −8              | −3,4            | 4,3             | 10,5            | 14,2            | 16,0            | 15,0            | 9,8             | 4,0             | −0,9            | −5,1            | 3               |
| Норма опадів, мм          | 46              | 35              | 33              | 38              | 46              | 61              | 59              | 43              | 43              | 37              | 44              | 46              | 531             |
| ------------------------- | --------------- | --------------- | --------------- | --------------- | --------------- | --------------- | --------------- | --------------- | --------------- | --------------- | --------------- | --------------- | --------------- |
| Джерело: climate-data.org |                 |                 |                 |                 |                 |                 |                 |                 |                 |                 |                 |                 |                 |

## Археологія
На березі річки Берестова біля Абазівки розташоване поселення бронзової доби. На південь від села розташовано 11 курганів висотою 1,1 - 1,5 метри, в одному з яких виявлено сарматські поховання.

## Історія
Село засноване 1750 року.
До 2017 року належало до Миколаївської сільради. Відтак увійшло до складу Зачепилівської громади.
Після ліквідації Зачепилівського району 19 липня 2020 року село увійшло до Берестинського району.

## Населення
Згідно з переписом УРСР 1989 року чисельність наявного населення села становила 585 осіб, з яких 275 чоловіків та 310 жінок.
За переписом населення України 2001 року в селі мешкало 529 осіб.

### Мова
Розподіл населення за рідною мовою за даними перепису 2001 року:
| Мова       | Відсоток |
| ---------- | -------- |
| українська | 86,01 %  |
| російська  | 12,67 %  |
| вірменська | 1,32 %   |

## Економіка
У селі є підприємства:
- Молочно-товарна ферма;
- «ЕЛАДА-АГРО», сільськогосподарське ТОВ

## Культура
У селі діють клуб, сільська бібліотека.

## Охорона здоров'я
У селі працює фельдшерсько-акушерський пункт.